# Communauté de communes du pays de La Roche-Bernard
La communauté de communes du pays de La Roche-Bernard est une ancienne communauté de communes française, située dans le département du Morbihan, en région Bretagne.

## Composition
La communauté de communes du pays de La Roche-Bernard était constituée de quatre communes du canton de La Roche-Bernard, à savoir :
| Nom                      | Code Insee | Gentilé     | Superficie (km2) | Population (dernière pop. légale) | Densité (hab./km2) |
| ------------------------ | ---------- | ----------- | ---------------- | --------------------------------- | ------------------ |
| La Roche-Bernard (siège) | 56195      | Rochois     | 0,43             | 660 (2014)                        | 1 535              |
| Marzan                   | 56126      | Marzannais  | 33,84            | 2 241 (2014)                      | 66                 |
| Nivillac                 | 56147      | Nivillacois | 55,48            | 4 428 (2014)                      | 80                 |
| Saint-Dolay              | 56212      | Dolaysiens  | 48,26            | 2 425 (2014)                      | 50                 |

## Fusion
La communauté de communes du pays de La Roche-Bernard a fusionné avec la communauté de communes du pays de Muzillac le 1er janvier 2011 pour former la Communauté de communes Arc Sud Bretagne.